# Telpaneca
Telpaneca è un comune del Nicaragua facente parte del dipartimento di Madriz.